# Marianów (powiat żyrardowski)
Marianów – nazwa zniesiona, wieś w Polsce położona w województwie mazowieckim, w powiecie żyrardowskim, w gminie Puszcza Mariańska.
Miejscowość miała nadany identyfikator SIMC 0734860. Nazwę zniesiono z 1 stycznia 2012, teren włączono do wsi Wygoda (jako ulica Marianowska), mimo że leży przy samej Puszczy Mariańskiej.
W latach 1975–1998 miejscowość należała administracyjnie do województwa skierniewickiego.